# Buy American Act
O Buy American Act é um programa econômico dos Estados Unidos aprovado em 1933 pelo Congresso e assinado pelo presidente Hoover em 3 de março de 1933, seu último dia no cargo, como forma de combater a crise da Grande Depressão. O programa exige que os departamentos federais do governo dos Estados Unidos dê preferência a produtos fabricados em território nacional em suas compras.
Em algumas compras governamentais, a compra obrigatória pode ser dispensada pelo Diretor de Contratação ou pelo Chefe da Atividade de Contratação caso o produto nacional seja ao menos 25% mais caro que um produto idêntico de origem estrangeira, se o produto não estiver disponível no mercado interno em quantidade ou qualidade satisfatória, ou se isso for do interesse do público.
O programa considera como produtos domésticos aqueles em que os custos dos componentes nacionais seja no mínimo 50% do custo total ou que não sejam produzidos em quantidade ou qualidade suficiente no mercado interno.
O Buy American Act pode ser renunciado pelo presidente nos termos de um acordo recíproco ou como resposta à concessão de tratamento recíproco aos produtores dos EUA. De acordo com o Código de Compras Governamentais do Acordo Geral sobre Tarifas e Comércio (GATT) de 1979, do Acordo de Livre Comércio EUA-Israel, do Acordo de Livre Comércio EUA-Canadá e do Acordo sobre Compras Governamentais (GPA) de 1996 da Organização Mundial do Comércio (OMC), o governo fornece acesso a compras governamentais de certas agências dos EUA para bens de outras partes desses acordos.